# Bazentin
Bazentin é uma comuna francesa situada no departamento de Somme, na região de Altos da França.

## Cidadãos ilustres
- Jean-Baptiste Lamarck, naturalista francês.